# Tour de Picardie 2009
Das 63. Tour de Picardie fand vom 15. bis 17. Mai 2009 statt. Das Radrennen wurde in zwei Etappen und zwei Halbetappen über eine Distanz von 538,5 Kilometern ausgetragen. Es ist Teil der UCI Europe Tour 2009 und dort in die Kategorie 2.1 eingestuft.

## Etappen
| Etappe     | Tag     | Start – Ziel                       | km    | Etappensieger | Führender     |
| ---------- | ------- | ---------------------------------- | ----- | ------------- | ------------- |
| 1. Etappe  | 15. Mai | Chaumont-en-Vexin – Roisel         | 179,5 | Lieuwe Westra | Lieuwe Westra |
| 2. Etappe  | 16. Mai | Ham-en-Artois – Anizy-le-Château   | 179   | Romain Feillu | Lieuwe Westra |
| 3a. Etappe | 17. Mai | Coucy-le-Château Auffrique – Noyon | 84,5  | Robbie McEwen | Lieuwe Westra |
| 3b. Etappe | 17. Mai | Ribécourt-Dreslincourt – Noyon     | 95,5  | Yoann Offredo | Lieuwe Westra |